# سجاده نماز نفسانی
برای فیلم اقتباس شده از کتاب، سکس و ذِن (سه بعدی): اوج سرخوشی را ببینید.
سجاده نماز نفسانی (به انگلیسی: The Carnal Prayer Mat) یک رمان در ژانر عشق شهوانی که در سال ۱۶۵۷ توسط لی یو نوشته شده‌است.
این کتاب در سال ۱۶۹۳ توسط سلسله چینگ منتشر شده‌است. این کتاب در چهار مجلد پنج فصلی تنظیم شده‌است.
این رمان در ادبیات چین جایگاهی بحث‌برانگیز داشت و برای مدتها ممنوع و سانسور شده بود. پژوهش‌های اخیر این اثر را به عنوان تمثیلی تلقی می‌کند که از ماهیت مستهجن پورنوگرافی آن، برای حمله به آیین پیوریتانیسم کنفوسیوس استفاده می‌کند.
“هدف کنفوسیوسیسم «موقعیت فرهنگی» بود، در حالی که هدف پیوریتانیسم خلق افرادی بود که «ابزار خدا» باشند. شدت باور و اشتیاق به عمل در آیین کنفوسیوس نادر بود، اما در پروتستانیسم رایج بود”
مقدمه رمان اظهار می‌کند؛ رابطه جنسی وقتی سالم و مشروع باشد، مانند یک دارو مفید است؛ و در غیر اینصورت مانند یک غذای معمولی است.

## داستان رمان
داستان این رمان در زمان سلسله «یوآن» در قرن چهاردهم رخ می‌دهد، قهرمان رمان، «وایانگ شنگ» از معبد «اماروس» در ایالت «سیچوان» و از مجسمه بودا “معروف به برآورده کردن آرزوها” ساخته «وو داوزی» با قدمتی ۸۰۰ ساله بازدید می‌کند، وایانگ با یک راهب «بودا هشانگ» ملاقات می‌کند؛ او حکمت خود را نشان می‌دهد. اما وایانگ می‌گوید که هدف راهب از زندگی نشستن روی زفو (سجاده) نماز و مراقبه است، در حالی که آرزوی او ازدواج با یک زن زیبا و نشستن بر روی یک سجادهٔ نفسانی است.
وایانگ با یک نگاه عاشق دختری از خاندان «تائوئیست» به نام «یوژیانگ» می‌شود و با او ازدواج می‌کند. در حالی که راهب و پدر شوهرش از او می‌خواهند که از راه‌های فاسقانه خود دست بردارد و راه بودایسم را دنبال کند و فردی شایسته‌تر باشد؛ اما وایانگ خواستهُ هر دوی آنها را نادیده می‌گیرد. وایانگ که از کوتاهی صفت مردانه اش و زودانزالی رنج می‌برد؛ با یک راهزن، «سایکونلون» برخورد می‌کند و با او برادر قسم خورده می‌شود. سایکونلون، وایانگ‌شنگ را با «تیانجی ژنرن»، یک جادوگر «تائوئیست» آشنا می‌کند؛ و با جراحی آلت تناسلی ویانگ‌شنگ و پیوند دادن آن با آلت تناسلی سگ باعث بزرگ‌تر شدن و «قوی‌تر شدن» آن می‌شود.
وایانگ که درگیر روابط نامشروع فراوانی با زنان شوهردار می‌شود، از همسرش که او را عاشقانه دوست دارد، طلاق می‌گیرد. وقتی «کوان لاوشی» از رابطه همسرانش با وایانگ‌شنگ باخبر می‌شود، عصبانی می‌شود و مصمم به انتقام می‌شود. او خود را مبدل می‌کند و به خانواده وایانگ شنگ نفوذ می‌کند، جایی که با همسر سابق وایانگ شنگ، یوشیانگ رابطه نامشروع برقرار می‌کند و او را باردار می‌نماید؛ و سپس او را به فاحشه خانه می‌فروشد تا روسپی گردد. کوان لاوشی بعداً متوجه می‌شود که مرتکب گناهان کبیره شده‌است و تصمیم می‌گیرد با راهبه شدن و تحصیل زیر نظر بودای هشنگ توبه کند.
وقتی وایانگ‌شنگ از فاحشه خانه بازدید می‌کند، یوشیانگ شوهرش را می‌شناسد و از شرم خودکشی می‌کند. وایانگ‌شنگ با ضرب و شتم خوبی مواجه می‌شود؛ که باعث می‌شود حواسش جمع شده و به خود بیاید. او تصمیم می‌گیرد راه کوان لاوشی را دنبال کند و زیر نظر بودای هشنگ راهب، ذِن را دنبال کند. او همچنین خود را اَخته می‌کند تا آلت تناسلی‌اش که به‌وسیله جراحی افزایش یافته‌است، باعث منحرف شدن او از هدفش نشود.